# Ferdinand I. Cavallar von Grabensprung

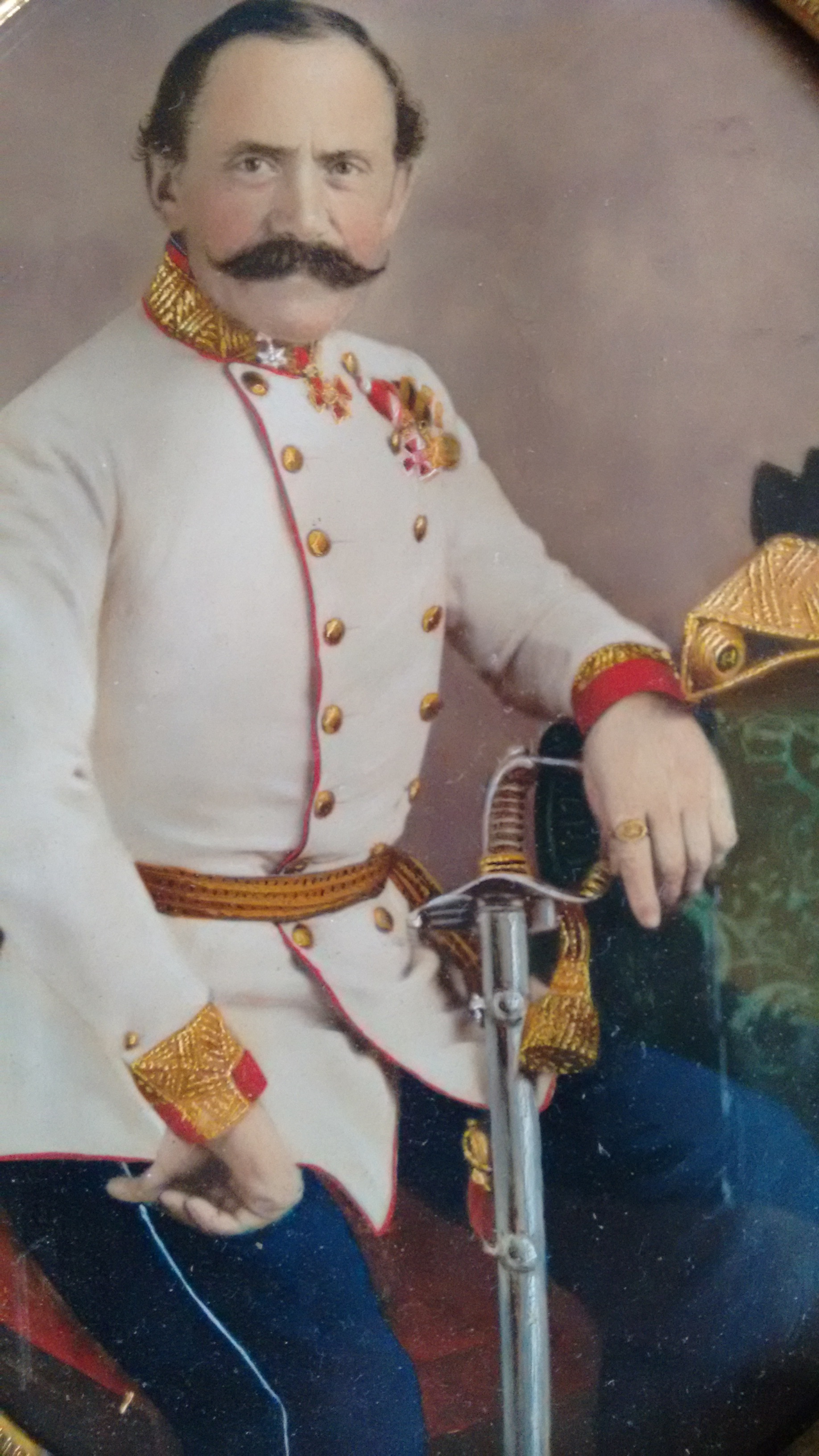
Von Cavallar als Ritter des Leopold-Ordens mit Kriegsdekoration.

Ferdinand Wenzel Ritter Cavallar von Grabensprung (* 3. Juni 1805 zu Prag, Königreich Böhmen; † 21. März 1881 in Capodistria, Markgrafschaft Istrien) war ein altösterreichischer Offizier, unter anderen Ritter des österreichisch kaiserlichen Leopold-Orden (10. Mai 1849) und des russischen Ordens des Heiligen Stanislaus (II. Klasse – 16./5. 1852). Er gilt als Gründer des österreichischen Adelsgeschlechtes italienischsprachigen Ursprungs derer Cavallar von Grabensprung.

## Ursprung

### Illyrien
Die Familie von Cavallar (auch Cavalar) stammt aus Istrien und erscheint daselbst schon zu Ende des 14. und Anfang des 15. Jahrhunderts als zum Adel gehörend. Aus dieser Familie wurde im Jahre 1799 der 1813 verstorbene spätere k.k. Feldmarschallleutnant Joseph von Cavallar von Kaiser Franz in den österreichischen erblichen Freiherrenstand erhoben.
Dieser Joseph Freiherr von Cavallar, zur Zeit seiner Baronisierung kaiserlicher Oberst und Remontierungs-Kommandant in der Bukowina, war mit Ludmilla, geb. Gräfin Apponti (a Ponte Leone) vermählt, hinterließ jedoch keinerlei Deszendenz.
Er war ein Oheim (Vatersbruder) des Ferdinand I von Cavallar, welcher als Ritter des kaiserlichen österreichischen Leopold-Ordens ddo. Wien 21. März 1856 mit dem Prädikate „von Grabensprung“ von Kaiser Franz Joseph I. in den österreichischen Ritterstand erhoben wurde.

### Königreich Böhmen
Als Kapitänleutnant des Infanterie-Regimentes Erzherzog Franz Karl Nr. 51 machte er 1848 den Feldzug in Italien mit, in welchem er sich besonders am 29. Mai bei Curtatone und Montanara auszeichnete. Er hatte dort einen stark befestigten, von einem breiten Wassergraben umgebenen Meierhof mit seiner Kompagnie erstürmt, hierbei zwei Geschütze, einen vollen Munitionskarren und eine Fahne erbeutet und 80 Gefangene gemacht. Für diese Waffentat erhielt er mit Allerhöchster Entschließung Kaiser Ferdinands I. vom 30. November 1848 und Allerhöchstem Handschreiben Kaiser Franz Josephs I. ddo. Wien 10. Mai 1849 das Ritterkreuz des Leopold-Ordens mit der Kriegsdekoration und, den damaligen Ordensstatuten entsprechend, mit dem Diplome ddo. Wien, 21. März 1856 den österreichischen Ritterstand mit dem Prädikate „von Grabensprung“.

## Biographie

### Wirken
K.k. Oberstleutnant Ferdinand von Cavallar stammt aus einer Offiziersfamilie italienischsprachigen Ursprungs.
Er trat 1821 beim Prager Stadtkommandanten als Kadett in das Infanterie-Regiment Erzherzog Franz Karl Nr. 51, diente bis 1827 in Neapel und danach in Norditalien, im Königreich Ungarn, im Krain, in Istrien und in Österreich unter der Enns. Im Jahr 1848 diente er noch im selben Regiment als Kapitänleutnant unter Graf Josef Radetzky von Radetz.
Von Cavallar diente ebenfalls als Stabsoffizier im 32. Infanterie-Regiment. Dabei war er als Major Ergänzungs-Bezirk-Kommandant unter dem Befehlshaber Erzherzog und Herzog von Modena Franz Ferdinand d’Este.
Den größten Teil seiner militärischen Laufbahn verbrachte Cavallar in den Revolutionskämpfen in Italien und im Krieg gegen den Piemont. Er zeichnete sich insbesondere bei den Schlachten von Santa Lucia, Curtatone und Montanara, Vicenza, Custozza sowie bei Volta aus.

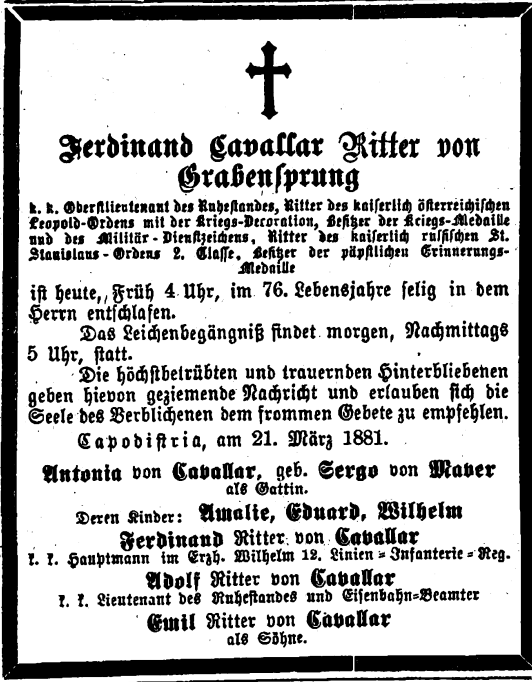
Parte Ferdinand Ritter von Cavallar (1881)

Er wurde im März 1859 mit Vormerkung für eine Friedeneinstellung mit Oberstleutnant-Charakter ad honores pensioniert. Als pensionierter Oberstleutnant des Infanterie-Regiments Erzherzog Franz Karl Nr. 51 suchte Cavallar – durch Empfehlung von Graf Radetzky – um die Verleihung des Militär-Maria-Theresien-Ordens erfolglos an.
Nebst der oben genannten Orden war Cavallar Besitzer der päpstlichen Erinnerungsmedaille, der Kriegsmedaille und des Militär-Dienstzeichens.

### Nachkommenschaft
Er heiratete 1844 in Fünfkirchen Amalie Resich von Ruinenburg, Tochter des k.k. Hauptmannes Angelo Resich von Ruinenburg. Aus dieser Linie entstammten beispielsweise:
- Ferdinand II. Cavallar von Grabensprung (1845–1906), altösterreichischer Offizier (Oberst).[12] Absolvent der Theresianischen Militärakademie[13] bei Wiener Neustadt und der k.u.k Kriegsschule[14] zu Wien sowie Kommandant des Garnison-Transporthauses zu Budapest[15]. Er wurde 1896 mit der Signum Laudis ausgezeichnet.
- Ferdinand Cavallar von Grabensprung (1886–1952), altösterreichischer Offizier und Feldpilot
- Max Cavallar von Grabensprung (1887–?), altösterreichischer Offizier[16] und Besitzer des Palais von Cavallar
- Wilhelm Cavallar von Grabensprung (1889–1957), österreichischer Offizier und Gutsbesitzer in Mähren

Nach dem Tode seiner ersten Gemahlin 1855 nahm er 1857 Antonia Sergo von Maver, Tochter des Gutsbesitzers Lucas Sergo von Maver, zur Frau. Aus dieser Linie entstammten beispielsweise:
- Friedrich Wilhelm Cavallar von Grabensprung (1904–1989), altösterreichischer Ingenieur, Erfinder, Offizier und Kfz-Sachverständiger

Teile der Familie bestehen bis zum heutigen Tage in Österreich und Spanien.

## Wappenbeschreibung

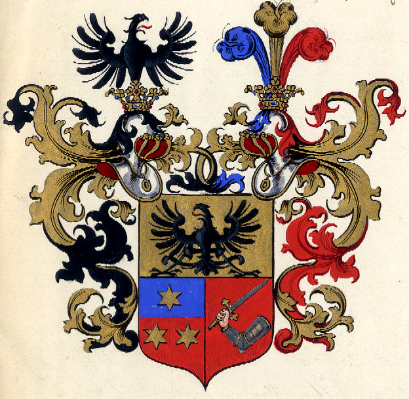
Wappen derer Cavallar von Grabensprung

Geteilt und halb gespalten, 1 in Gold ein schwarzer Adler, 2 in Geteilt von Blau über Rot drei (1,2) sechsstrahlige goldene Sterne, 3 in Rot ein geharnischter Arm, in der bloßen Hand ein blankes Schwert mit goldenem Griffe haltend. Zwei gekrönte Turnierhelme: auf I mit schwarz-goldenen Decken der Adler wachsend; auf II mit rechts blau-goldenen und links rot-goldenen Decken drei Straußenfedern, eine goldene zwischen einer blauen und einer roten.

## Verwandtschaft
Durch die Nachkommen des Ferdinand I von Cavallar ist die Familie mit mehreren Adelsgeschlechtern direkt verwandt.

### Verwandte Familien
Grafen Schönborn-Buchheim, Grafen Thun-Hohenstein, Grafen a Ponte Leone, Freiherren von Buschmann, Freiherren von Cavallar, Rittern Mayer von Treufeld, Rittern von Manner, Rittern von Querner, Edle von Boschan, O’Callaghan, Tóth de Börgöcz, Bakalarz-Zákos de Thorda, Resich von Ruinenburg, Koppen von Hessenwalde, Schmid von Schmidsfelden, von Kégl etc.